# Llum de peu TMC
El Llum de peu TMC és un llum dissenyat per Miguel Milà i Sagnier. El llum TMC, sigles que signifiquen “tram mòbil cromada”, no és sinó un moment d'un llarg procés de disseny i redisseny del mateix principi on les variacions afecten els diversos elements que el componen. Tipològicament, estava completament resolta el 1960, però no va ser fins al 1961, quan va obtenir el Premi Delta d'Or, que es va donar a conèixer. Com han dit dissenyadors de la generació següent -Jordi Mañá Delgado, Òscar Tusquets–, amb aquest i altres llums seus Miguel Milá va canviar completament la idea d'allò que és un llum. L'argument pel qual se li va concedir el 1986 el premi ADI FAD als 25 anys va ser: “per la renovació conceptual d'aquest tipus d'objecte que avui continua sent totalment vigent i actual”. Però a més a més, tal com destacava Federico Correa “allò que converteix aquest disseny en extraordinari és que pot estar en qualsevol lloc”. I així és. Des de 1961, TMC il·lumina moltes llars de ciutat, cases d'estiueig, locals públics, despatxos, sales d'espera, etc. Pràcticament no ha deixat de produir-se mai, i sempre s'han mantingut constants les vendes de les diverses versions.

## Història
Tal com l'autor ha explicat diverses vegades, l'any 1956 la seva tia Núria Sagnier, de professió escriptora, li va encarregar que li dissenyés el despatx, i Milá va voler posar-hi un llum de peu TMC. Després, quan Milá ja treballava pel seu compte, va seguir intervenint en el llum. Va provar materials per a l'estructura i la pantalla, i va investigar com tractar el fil elèctric, a més dels mecanismes de l'interruptor. El 1957 va fer-ne una nova versió “amb un contundent peu –explica Milá– compost de dos taulons de fusta de noguera, i una pantalla de metacrilat que llisca entre els dos taulons frenada per un paral·lelògram elàstic”. Aquest llum tenia el cable elèctric vist i ja tenia la base de metall pintat en forma de creu. Un any més tard va aparèixer el llum que es produiria com a TMC.
El 1983, junt amb l'arquitecte Pep Bonet Bertran de BD Ediciones de Diseño, la van redissenyar i en van simplificar alguns aspectes i millorar els mecanismes. Als anys noranta, sempre amb BD, n'han sortit noves versions, com la de llautó daurat. Amb aquest llarg procés de disseny i redisseny, el llum TMC és un model molt depurat, però ja ho era el 1961. S'han simplificat al màxim tots els mecanismes de funcionament: el lliscament de la pantalla per un muntant, que és un únic perfil d'acer cromat; la subjecció, mitjançant una nansa articulada que entra en uns orificis distribuïts cada 10 cm en aquest perfil; el peu d'acer pavonat de color negre soldat a una base formada per dos perfils creuats en una x asimètrica i un interruptor incorporat al mateix cable elèctric. Tot hi és asimètric i compensat orgànicament malgrat que la impressió que dona és que s'han respectat les formes geomètriques simples. La pantalla, que sembla un cilindre regular, té en realitat forma de pera. Això evita que es deformi a causa del mateix pes. Les versions posteriors han millorant sobretot allò que no es veu però que s'aprecia quan es fa servir. Han variat els materials: el ferro pintat al foc ha deixat lloc a l'acer pavonat; o al llautó daurat, o a l'alumini; i el llautó cromat a l'acer. També s'ha perfeccionat el mecanisme de l'interruptor sense que això hagi introduït cap complicació innecessària.
Ara bé, malgrat tots els canvis, el llum de peu TMC continua sent el mateix. Té personalitat pròpia. Essencialment és un gest, el gest de dos dits que estiren un cable fins que se sent un clic i després el deixen anar amb la mateixa suavitat. Per això ha aconseguit consolidar-se com un veritable clàssic

## Característiques
Aquest llum va ser dissenyat per permetre variar l'alçada del punt lluminós segons la voluntat, és a dir, perquè tingués una pantalla que es desplacés verticalment per un eix de suport de manera que pogués ser còmoda quan s'està assegut i quan s'està dret.
Val la pena seguir el raonament de Milá: “Va néixer el que pròpiament seria la TMC, inicialment de tub quadrat de ferro d'una peça i pintat de negre amb el peu asimètric per equilibrar el desplaçament de la pantalla. Aquesta era de planxa de metacrilat blanc translúcid i podia pujar i baixar segons el que calgués al llarg del tram superior, i la seva posició podia fixar-se mitjançant uns forats en què s'introduïa la nansa, que actuava de trava. Més endavant, per evitar que el desplaçament de la pantalla fes malbé la pintura, es va pensar a cromar la meitat del tub per on lliscava la pantalla. A més, la brillantor del cromat alleugeria l'aspecte del peu.” En un altre context, Milá afirmava que la idea de dividir l'estructura en dues parts responia també a la voluntat de simplificar-ne l'embalatge.

## Presència a col·leccions
El Disseny Hub Barcelona en conserva un exemplar d'acer i metacrilat, de 1962, que s'exposa des de l'any 1995 al Museu de les Arts Decoratives. Actualment es mostra a l'exposició permanent "De l'objecte únic al disseny de producte". Aquesta peça va entrar a formar part de la col·lecció del Museu de les Arts Decoratives el 1994, gràcies a una donació de la Família Campi Valls.